# Article 39 ter de la Constitution belge
L'article 39 ter de la Constitution de la Belgique fait partie du titre III des pouvoirs. Il empêche, pendant la dernière année de la législature, de modifier les règles des élections fédérales, communautaires et régionales applicables au scrutin suivant.
Il date du 6 janvier 2014 et n'a jamais été révisé depuis.

## Texte
« La loi, le décret ou la règle visée à l'article 134 qui règle les élections de la Chambre des représentants ou d'un Parlement de communauté ou de région, et qui est promulgué moins d'un an avant la date prévue de la fin de la législature, entre en vigueur au plus tôt un an après sa promulgation. »